# Apozomus daitoensis
Espèce
Synonymes
- Trithyreus daitoensis Shimojana, 1981

Apozomus daitoensis est une espèce de schizomides de la famille des Hubbardiidae.

## Distribution
Cette espèce est endémique de Minamidaitō-jima dans l'archipel Daitō au Japon,.

## Description
Le mâle holotype mesure 5,65 mm et la femelle paratype 4,28 mm.

## Étymologie
Son nom d'espèce, composé de daito et du suffixe latin -ensis, « qui vit dans, qui habite », lui a été donné en référence au lieu de sa découverte, l'archipel Daitō.

## Publication originale
- Shimojana, 1981 : A new species of the genus Trithyreus (Schizomida, Schizomidae) from the Daito-islands, Okinawa Prefecture, Japan. Acta Arachnologica, vol. 30, p. 33-40 (texte intégral).